# Âu Dương Ngỗi
Âu Dương Ngỗi (giản thể: 欧阳頠; phồn thể: 歐陽頠; bính âm: Ōuyáng Wěi, 498 – 563), tên tự là Tĩnh Thế, người Lâm Tương, Trường Sa, Đàm Châu, quan viên, tướng lĩnh cuối Lương đầu Trần vào thời Nam Bắc Triều trong lịch sử Trung Quốc.

## Thời nhà Lương

### Xuất thân
Ngỗi xuất thân là dòng dõi hào tộc trong quận. Ông nội là Cảnh Đạt, làm thị trung trong châu; cha là Tăng Bảo, đảm nhiệm Đồn kỵ hiệu úy. Ông từ nhỏ thành thật chất phác, lại có khả năng phân tích suy xét, nói được làm được mà nổi tiếng khắp một dải Thanh, Dự của Lĩnh Nam.
Sau khi cha mất, ông thương khóc đến nỗi gầy rạc đi, rồi chia hết gia sản cho các anh trai. Châu phủ nhiều lần mời gọi, ông đều không nhận lời, lại dựng 1 căn chòi đơn sơ bên sườn Lộc Sơn, chuyên tâm học tập. Năm 30 tuổi, anh trai cưỡng bách ra làm quan, bèn nhận chức Tín Vũ phủ Trung binh tham quân, sau lại thăng nhiệm Bình tây Thiệu Lăng vương Trung binh tham quân sự.

### Trước loạn Hầu Cảnh
Tả vệ tướng quân nhà Lương là Lan Khâm thuở thiếu thời cùng Ngỗi có quen biết. Vì thế ông rất hay theo Khâm đi đánh dẹp. Lan Khâm nắm quyền Hành Châu, bèn nhiệm mệnh Ngỗi làm Thanh Viễn thái thú. Lan Khâm chinh thảo người Man, bắt được Trần Văn Triệt, Ngỗi có công tham gia, trở về được đảm nhiệm Trực hợp tướng quân. Sau đó được nhiệm mệnh làm Thiên Môn thái thú. Ở Thiên Môn, Ngỗi chinh thảo người Man có công, thứ sử Lư Lăng Vương Tiêu Tục rất đỗi tán thưởng, mời ông đến làm tân khách.
Khi Lan Khâm chinh thảo Giao Châu, lại xin cho Ngỗi đi cùng. Ông ta qua khỏi Ngũ Lĩnh thì bệnh mất. Bấy giờ Ngỗi lại được nhiệm mệnh làm Lâm Hạ nội sử. Ông dâng biểu xin đưa linh cữu của Lan Khâm về kinh đô, rồi mới đi nhận chức.
Khi Ngỗi trên đường đến nhiệm sở, tại biên giới Hành Châu có hơn 50 bộ lạc không chịu quy phụ, thánh chỉ mệnh lệnh Hành Châu thứ sử Vi Sán tiến hành chinh thảo. Vi Sán ủy nhiệm ông làm Đô đốc. Ông bình định tất cả các bộ lạc ấy. Vi Sán tâu lên Lương Vũ Đế, ca ngợi Ngỗi trung thành giỏi giang, Đế hạ chiếu thư biểu dương tưởng thưởng, theo đó thăng nhiệm cho ông làm Siêu vũ tướng quân, tiến hành chinh thảo sơn tặc của 2 châu Quảng, Hành.

### Trong loạn Hầu Cảnh
Khi Hầu Cảnh làm phản, Vi Sán tự xin giải trừ chức vụ để quay về kinh đô thảo phạt, rồi dùng Ngỗi coi việc Hành Châu. Sau khi kinh thành thất thủ, các châu ở Lĩnh Nam thôn tính lẫn nhau. Em trai Lan Khâm là Cao Châu thứ sử (tiền nhiệm) Lan Dụ đánh chiếm quận Thủy Hưng, phái sứ giả đến lôi kéo Ngỗi. Ông không đồng ý, tỏ ý trách Dụ không phò tá quốc nạn, mà lại có ý đồ riêng. Gặp lúc Trần Bá Tiên muốn lên phía bắc cứu viện kinh đô, Ngỗi dốc lòng kết giao và cậy nhờ ông ta. Lan Dụ tiến đánh ông, Bá Tiên đến cứu.
Sau khi Dụ thất bại, Trần Bá Tiên phái Vương Hoài Minh làm Hành Châu thứ sử, thăng nhiệm cho Ngỗi làm Thủy Hưng nội sử. Khi Trần Bá Tiên thảo phạt Thái Lộ Dưỡng, Lý Thiên Sĩ, Ngỗi lĩnh binh vượt Ngũ Lĩnh, giúp đỡ Bá Tiên.

### Sau loạn Hầu Cảnh
Loạn Hầu Cảnh dẹp xong, Ngỗi có công, Tương Đông Vương Tiêu Dịch đổi quận Thủy Hưng làm Đông Hành Châu, rồi nhiệm mệnh ông làm Trì tiết, Thông trực tán kỵ thường thị, Đô đốc Đông Hành Châu chư quân sự, Vân huy tướng quân, Đông Hành Châu thứ sử, trở về được phong Tân Phong huyện bá, thực ấp 400 hộ.
Lương Nguyên Đế trong lúc trò chuyện đề nghị các quan viên trong triều tiến cử hiền tài, không ai đáp lại. Nguyên Đế nói: "Âu Dương Ngỗi công chánh lại có tài xoay chuyển cục diện nguy khó, chỉ sợ Quảng Châu không chịu để ông ta đến kinh thành." Vì thế nhiệm mệnh ông làm Vũ Châu thứ sử, không lâu sau lại nhiệm mệnh làm Dĩnh Châu thứ sử, muốn để ông rời khỏi Lĩnh Nam đi nhiệm chức, nhưng Tiêu Bột giữ lại, khiến Ngỗi không thể lên đường. Không lâu sau triều đình lại nhiệm mệnh ông làm Sứ trì tiết, Tán kỵ thường thị, Đô đốc Hành Châu chư quân sự, Trung vũ tướng quân, Hành Châu thứ sử, tiến phong Thủy Hưng huyện hầu.
Lương Nguyên Đế sai Vương Lâm đi thay chức thứ sử của Tiêu Bột ở Quảng Châu. Tiêu Bột sai Tôn Trường coi việc trong châu, tự mình lui về quận Thủy Hưng nhằm tránh mũi nhọn của Vương Lâm. Ngỗi đóng chặt cửa, đắp thành cao lũy dày, không ra chào Tiêu Bột, cũng không phái binh ra đánh ông ta. Tiêu Bột nổi giận, tập kích Ngỗi, thu hết tài sản, đồ dùng, vũ khí, chiến mã của ông. Sau đó lại thả ông về nhiệm sở, rồi thề nguyền kết làm đồng minh.
Sau khi Kinh Châu bị hãm, Ngỗi mới quy phụ Tiêu Bột. Khi ông ta vượt Ngũ Lĩnh từ Nam Khang ra quân, nhiệm mệnh Ngỗi làm Tiền quân đô đốc, đóng quân ở Khổ Trúc Than thuộc Dự Chương. Chu Văn Dục đánh bại Ngỗi, bắt ông đưa về chỗ Trần Bá Tiên. Bá Tiên thả ông ra, còn tiếp đãi rất long trọng.

## Thời nhà Trần
Sau khi Tiêu Bột chết rồi, Lĩnh Nam loạn lạc, do Ngỗi ở Nam Cương đã có tiếng tăm, lại cùng Trần Bá Tiên là chỗ quen biết cũ, vì thế được nhiệm làm Sứ trì tiết, Thông trực tán kỵ thường thị, Đô đốc Hành Châu chư quân sự, An nam tướng quân, Hành Châu thứ sử, phong làm Thủy Hưng huyện hầu. Ông còn chưa về đến Lĩnh Nam, con trai là Âu Dương Hột đã bình định xong Thủy Hưng. Đến khi Ngỗi đến Lĩnh Nam, những kẻ làm loạn đều đã sợ hãi mà thần phục. Ngỗi theo đó tiến vào Quảng Châu, khống chế toàn bộ đất Việt. Vì thế triều đình thăng nhiệm cho ông làm Đô đốc Quảng, Giao, Việt, Thành, Định, Minh, Tân, Cao, Hợp, La, Ái, Kiến, Nghi, Hoàng, Lợi, An, Thạch, Song, 19 châu chư quân sự, Trấn nam tướng quân, Bình việt trung lang tướng, Quảng Châu thứ sử, Trì tiết, Thường thị, hầu tước như cũ.
Bấy giờ Vương Lâm đã chiếm cứ khu vực trung du Trường Giang. Ngỗi thường đi lối vòng theo đường biển và Đông Lĩnh đến thăm hỏi Trần Bá Tiên. Năm Vĩnh Định thứ 3 (559), ông được thăng nhiệm Tán kỵ thường thị, gia Đô đốc Hành Châu chư quân sự, còn quan hiệu hiện có được thăng thêm Khai phủ nghi đồng tam tư.
Trần Văn Đế Trần Thiến kế vị, lại thăng quan hiệu của ông làm Chinh nam tướng quân, từ Thủy Hưng huyện hầu thăng phong Dương Sơn quận công, thực ấp 1500 hộ, còn thưởng cho 1 bộ nhạc Cổ Xuy.
Em trai Thịnh làm Giao Châu thứ sử, em kế Thúy làm Hành Châu thứ sử, cả nhà hiển quý, tiếng vang đất Nam. Tài sản rất lớn, trước sau đều đem ra góp cho việc nước. Năm Thiên Gia thứ 4 (563), Ngỗi hoăng, hưởng thọ 66 tuổi. Được tặng Thị trung, Xa kỵ đại tướng quân, Tư không, Quảng Châu thứ sử, thụy là Mục. Con là Hột kế tự.

## Dật sự
Khi xưa Giao Châu thứ sử Viên Đàm Hoãn ngầm đem 500 lạng vàng gởi Ngỗi, dặn ông trả 100 lạng cho Hợp Phố thái thú Cung Kiều, 400 lạng giao cho con trai mình là Viên Trí Củ, người ngoài không ai biết. Về sau, Ngỗi bị Tiêu Bột lấy hết tài sản, nhưng vẫn giữ lại được số vàng này. Đãm Hoãn mất rồi, ông làm đúng như lời dặn, người thời ấy không ai không khâm phục.